# Nicteri pilós
El nicteri pilós (Nycteris hispida) és una espècie de ratpenat de la família dels nictèrids que es troba al Senegal, Somàlia, Guinea Equatorial, Angola, Sud-àfrica i Zanzíbar.